# Anémone Marmottan
Anémone Marmottan (Bourg-Saint-Maurice, 25 maggio 1988) è un'ex sciatrice alpina francese specialista dello slalom gigante.

## Biografia

### Stagioni 2004-2010
Originaria di Villaroger, Anémone Marmottan ha esordito nel Circo bianco l'8 dicembre 2003 sulle nevi di casa di Val Thorens giungendo 33ª in uno slalom speciale valido come gara FIS. Il 13 febbraio 2005 si è laureata campionessa juniores francese di slalom gigante a Les Carrotz, mentre nella stagione seguente ha vinto la sua prima gara FIS sul tracciato italiano di Gressoney-La-Trinité.
Nel 2007 ha partecipato ai Mondiali juniores di Flachau, in Austria, piazzandosi ottava in gigante. Il 25 dicembre 2008, sul ghiacciaio di Sölden, ha debuttato in Coppa del Mondo nello slalom gigante vinto dall'atleta di casa Kathrin Zettel, non riuscendo peraltro a qualificarsi per la seconda manche. L'anno seguente è stata convocata per i XXI Giochi olimpici invernali di Vancouver 2010 in Canada, sue prime Olimpiadi, ottenendo l'11º posto sempre nella stessa specialità.

### Stagioni 2010-2016
Nel 2011, al suo esordio iridato, ha vinto la medaglia d'oro nella gara a squadre ed è stata 14ª nello slalom gigante ai Mondiali di Garmisch-Partenkirchen, mentre due anni dopo, ai Mondiali di Schladming 2013, non ha concluso la prova di slalom gigante. Ai XXII Giochi olimpici invernali di Soči 2014 si è classificata 8ª nello slalom gigante e 13ª nello slalom speciale; nella stessa stagione, il 6 marzo 2014, ha ottenuto il suo unico podio in Coppa del Mondo arrivando seconda nello slalom gigante di Åre, alle spalle dell'austriaca Anna Fenninger.
Ai Mondiali di Vail/Beaver Creek 2015 non ha concluso lo slalom gigante. Si è ritirata al termine della stagione 2015-2016; la sua ultima gara in Coppa del Mondo è stato lo slalom gigante disputato a Jasná il 7 marzo, senza concludere la prova, mentre l'ultima gara della carriera della Marmottan è stato lo slalom gigante dei Campionati francesi 2016 svoltosi il 26 marzo a Les Menuires.

## Palmarès

### Mondiali
- 1 medaglia:
  - 1 oro (gara a squadre a Garmisch-Partenkirchen 2011)

### Coppa del Mondo
- Miglior piazzamento in classifica generale: 25ª nel 2014
- 1 podio:
  - 1 secondo posto

### Coppa Europa
- Miglior piazzamento in classifica generale: 23ª nel 2007
- 1 podio:
  - 1 secondo posto

### South American Cup
- Miglior piazzamento in classifica generale: 25ª nel 2009
- 2 podi:
  - 1 vittoria
  - 1 terzo posto

#### South American Cup - vittorie
| Data              | Località             | Paese     | Specialità |
| ----------------- | -------------------- | --------- | ---------- |
| 13 settembre 2014 | Ushuaia Cerro Castor | Argentina | SL         |

Legenda:

SL = slalom speciale

### Campionati francesi
- 5 medaglie[1]:
  - 2 ori (slalom gigante nel 2010; slalom gigante nel 2013)
  - 2 argenti (slalom speciale nel 2013; slalom speciale nel 2014)
  - 1 bronzo (supergigante nel 2010)